# Nils Västhagen
Nils Evert Benjamin Västhagen, född 24 oktober 1906 i Sankt Petri församling, Malmö, död 13 oktober 1965 i Lunds Allhelgonaförsamling, var en svensk ekonom och professor i företagsekonomi.

## Biografi
Västhagen blev civilekonom vid Handelshögskolan i Göteborg 1928 och därefter, vid samma skola, ekonomie magister 1937, ekonomie licentiat 1949 och slutligen ekonomie doktor 1950 på disputation över avhandlingen Inkomst- och utgiftsbegreppen i förvaltningsbokföring och affärsbokföring.
I sin yrkeskarriär var Västhagen lektor vid Högre tekniska läroverket i Malmö 1940-54, lärare vid Lunds universitet och samtidigt docent vid Handelshögskolan i Göteborg 1950-1954. Han blev tillförordnad professor vid Handelshögskolan i Stockholm 1951 och därefter professor i företagsekonomi 1954-1958 och blev sedan den förste professorn i företagsekonomi vid Lunds universitet från 1958.